# Michal Fukala
Michal Fukala (Frýdek-Místek, 22 ottobre 2000) è un calciatore ceco, difensore del Trinity Zlín.

## Caratteristiche tecniche
È un difensore centrale.

## Carriera

### Club
Cresciuto nel settore giovanile del Frýdek-Místek, ha esordito in prima squadra il 9 aprile 2017 in occasione dell'incontro di 2. Liga perso 5-0 contro il Viktoria Žižkov. Il 4 luglio 2018 è stato acquistato a titolo definitivo dallo Slovan Liberec.

### Nazionale
Ha giocato nelle nazionali giovanili ceche Under-19 ed Under-21.

## Statistiche
Statistiche aggiornate al 29 ottobre 2020.

### Presenze e reti nei club
| Stagione             | Squadra              | Campionato           | Campionato | Campionato | Coppe nazionali | Coppe nazionali | Coppe nazionali | Coppe continentali | Coppe continentali | Coppe continentali | Altre coppe | Altre coppe | Altre coppe | Totale | Totale | Totale |
| Stagione             | Squadra              | Comp                 | Pres       | Reti       | Comp            | Pres            | Reti            | Comp               | Pres               | Reti               | Comp        | Pres        | Reti        | Pres   | Reti   |        |
| -------------------- | -------------------- | -------------------- | ---------- | ---------- | --------------- | --------------- | --------------- | ------------------ | ------------------ | ------------------ | ----------- | ----------- | ----------- | ------ | ------ | ------ |
| 2016-2017            | Frýdek-Místek        | FNL                  | 3          | 0          | CRC             | 0               | 0               |                    | -                  | -                  |             | -           | -           | 3      | 0      |        |
| 2017-2018            | Frýdek-Místek        | FNL                  | 13         | 0          | CRC             | 0               | 0               |                    | -                  | -                  |             | -           | -           | 13     | 0      |        |
| Totale Frýdek-Místek | Totale Frýdek-Místek | Totale Frýdek-Místek | 16         | 0          |                 | 0               | 0               |                    | -                  | -                  |             | -           | -           | 16     | 0      |        |
| 2018-2019            | Slovan Liberec       | 1L                   | 8          | 0          | CRC             | 0               | 0               |                    | -                  | -                  |             | -           | -           | 8      | 0      |        |
| 2019-2020            | Slovan Liberec       | 1L                   | 15         | 0          | CRC             | 2               | 0               |                    | -                  | -                  |             | -           | -           | 17     | 0      |        |
| 2020-2021            | Slovan Liberec       | 1L                   | 27         | 0          | CRC             | 2               | 0               | UEL                | 2                  | 0                  |             | -           | -           | 31     | 0      |        |
| 2021-2022            | Slovan Liberec       | 1L                   | 18         | 0          | CRC             | 1               | 0               |                    | -                  | -                  |             | -           | -           | 19     | 0      |        |
| 2022-2023            | Slovan Liberec       | 1L                   | 19         | 0          | CRC             | 3               | 1               |                    | -                  | -                  |             | -           | -           | 22     | 1      |        |
| Totale carriera      | Totale carriera      | Totale carriera      | 103        | 0          |                 | 8               | 1               |                    | 2                  | 0                  |             | -           | -           | 113    | 1      |        |